# Daga (langue)
Pour les articles homonymes, voir Daga.
Le daga est une langue papoue parlée en Papouasie-Nouvelle-Guinée, dans la Province centrale.

## Classification
Le daga est un des membres de la famille des langues daganes.

## Phonologie
Les  voyelles du daga sont :

### Voyelles
|         | Antérieure | Postérieure |
| ------- | ---------- | ----------- |
| Fermée  | i [i]      | u [u]       |
| Moyenne | e [e]      | o [o]       |
| Ouverte |            | ɑ [ɑ]       |

### Consonnes
Les consonnes du daga sont :
|              |              | Bilabiales | Alvéolaires | Palatales | Vélaires |
| ------------ | ------------ | ---------- | ----------- | --------- | -------- |
| Occlusives   | Sourde       | p [p]      | t [t]       |           | k [k]    |
| Occlusives   | Sonore       | b [b]      | d [d]       |           | g [g]    |
| Nasale       | Nasale       | m [m]      | n [n]       |           |          |
| Roulée       | Roulée       |            | r [r]       |           |          |
| Semi-voyelle | Semi-voyelle | w [w]      |             | y [ j]    |          |

#### Allophones
Les fricatives du daga ne sont pas des phonèmes mais des allophones : [s] et [v] sont les allophones respectivement, de [t] et [w], devant [e] et [i].

## Écriture
Le daga s'écrit avec l'alphabet latin.
| Caractère     | Caractère | Caractère | Caractère | Caractère | Caractère | Caractère | Caractère | Caractère | Caractère | Caractère | Caractère | Caractère | Caractère | Caractère | Caractère | Caractère | Caractère |
| ------------- | --------- | --------- | --------- | --------- | --------- | --------- | --------- | --------- | --------- | --------- | --------- | --------- | --------- | --------- | --------- | --------- | --------- |
| a             | b         | d         | e         | g         | i         | k         | m         | n         | o         | p         | r         | s         | t         | u         | v         | w         | y         |
| Prononciation |           |           |           |           |           |           |           |           |           |           |           |           |           |           |           |           |           |
| ɑ             | b         | d         | e         | g         | i         | k         | m         | n         | o         | p         | r         | s         | t         | u         | v         | w         | j         |

## Sources
- (en) Anonyme, 2011, Daga organised Phonological Data, manuscrit, Ukarumpa, SIL International.